# كاستلفيكيو كالفيزيو
كاستلفيكيو كالفيزيو (بالإيطالية: Castelvecchio Calvisio)‏ هي بلدية في مقاطعة لاكويلا في إقليم أبروتسو الإيطالي.

## السكان
في سنة 1861 بلغ عدد السكان 947 نسمة، وتطور العدد ليصل في سنة 2011 لـ 159 نسمة.
يظهر هذا المخطط البياني تطور النمو السكاني لـ كاستلفيكيو كالفيزيو